# Le torri di Granada
Le torri di Granada è un romanzo dello scrittore britannico Geoffrey Trease del 1966.

## Trama
Il romanzo parla di Robin, un ragazzo scacciato dal suo paese, accusato di avere la lebbra.
Mentre viaggia in cerca di un riparo incontra Solomon, un anziano medico ebreo, che stava essendo attaccato da dei briganti: Robin non esita a salvarlo.
Robin gli racconta della sua malattia, ma Solomon nota subito che le macchie sulla pelle non erano date dalla lebbra, ma da una malattia curabile. Per ringraziarlo di averlo salvato, Solomon ospita Robin in casa sua insieme ai suoi figlia Susanna e David, e ogni giorno applica le cure necessarie per la sua guarigione. Un giorno, quando Robin era già guarito, viene data la notizia che tutti gli ebrei dovevano lasciare il paese, ma nella notte prima della partenza, Solomon viene convocato a palazzo e porta Robin con sé. All'inizio pensano fosse per punirlo, visto che fare il medico, essendo ebreo, gli era proibito, ma poi scoprono che la Regina aveva una malattia grave, curabile solo con un intruglio chiamato l' "Essenza d' Oro" che possedeva soltanto una persona, detta il Buon Serpente. Scoperto il nome di questa persona, Ibin Al Razi, si accorgono di non essere gli unici a cercarlo: Zapata e la sua banda, gli antagonisti del racconto, lo cercano perché pensano che possieda l'Elisir della Vita, in realtà inesistente, e sono disposti a fare di tutto per averlo tra le mani. 
Robin, Solomon, David, Susanna e Pierre (il servitore di Solomon) partono subito alla ricerca di Ibin Al Razi, ma dopo essere sbarcati dalla nave che avevano preso, Pierre era sparito. Capirono così che Pierre che era uno degli uomini di Zapata, infiltrato tra loro soltanto per rubare informazioni. Dopo un paio di giorni, arrivano ad un punto in cui potranno procedere solo David e Robin, visto che Solomon li avrebbe solo rallentati e, con Zapata e i suoi uomini alle calcagna, non potevano permettersi di rallentare ulteriormente il passo.
Dopo giorni di cammino David e Robin trovano Ibin Al Razi, un anziano Saraceno che viveva con sua figlia Zoraya e il suo servitore Kafur. Gli raccontano tutto e vengono ospitati in casa sua mentre lui prepara l'essenza per la Regina. Ma Zapata torna alla carica ancora una volta, e con una scusa allontana Robin e David dalla casa per una notte e li rinchiude in una cella. Quando capiscono le sue intenzioni, cercano un modo di scappare, e alla fine ci riescono "ipnotizzando" Alì, la guardia. Si precipitano a casa, ma Zapata e i suoi uomini, erano già lì: cercavano di far dire ad Ibin Al Razi dove fosse l'Elisir della Vita, non sapendo che non esisteva nessun tipo di elisir per quello scopo. Robin e David prendono le spade e provano ad affrontarli, ma con scarsi risultati, finché non arriva Kafur che uccide sia Zapata, che uno dei suoi uomini, mentre l'altro scappò e non si fece più vedere.
Quando Robin e Zoraya, che nel frattempo, si stavano per sposare, tornarono dalla regina, scoprirono che in realtà essa era morta qualche giorno dopo la loro partenza.